# Fernand Nicolas
Fernand Léon Nicolas, né le 5 juillet 1919 à Marseille et mort le 22 juin 2014 à Mâcon, est un naturaliste et ornithologue érudit qui fut un actif promoteur de la Saône-et-Loire, parallèlement à son activité de professeur de sciences naturelles au lycée Lamartine de Mâcon.

## Biographie

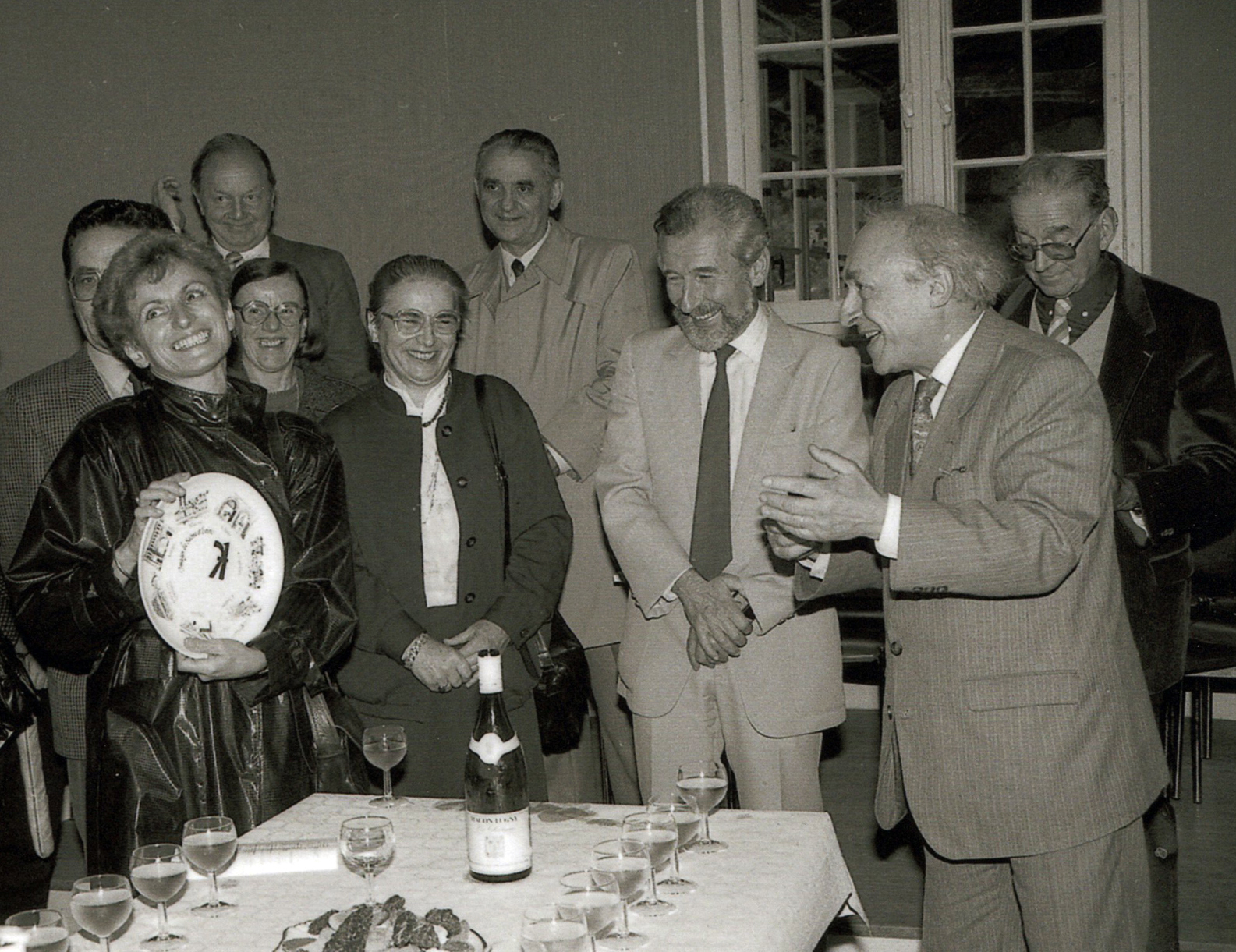
Fernand Nicolas en mairie de Lugny en octobre 1986, présentant le Groupe 71 à l'occasion d'une sortie organisée en Haut-Mâconnais.

Fils d’Alexandre Nicolas, maître d’hôtel à bord des paquebots de la compagnie de navigation marseillaise Paquet, et d’Élisa Givaudan, Fernand Nicolas est né au sein d’une famille modeste dans laquelle six enfants virent le jour (Fernand étant le quatrième). Arrivé à Chalon-sur-Saône en 1929, lorsque son père, devenu éclusier sept ans plus tôt(1), y fut affecté avec la responsabilité de l’écluse dite « du port du canal » (aménagée là où le canal du Centre rencontrait alors la Saône), il entra au petit séminaire de Paray-le-Monial où, d’octobre 1930 à juillet 1937, il fit ses études secondaires. Malheureusement, s’il décrocha son baccalauréat en 1938, il fut peu après stoppé dans ses études.
Fernand, mobilisé, servit en effet au sein des forces terrestres antiaériennes d’avril à juin 1940, avant d’être incorporé dans les Chantiers de la jeunesse française de juin 1940 à sa libération en avril 1943 et d’être mobilisé de nouveau, pour six mois environ, dans la foulée de la libération de Chalon-sur-Saône, au titre de la classe 39-2.
Il fut plus tard licencié ès sciences (1945).
Écologiste, Fernand Nicolas constata dès les années 1960 la lente dégradation de l’environnement, ce qui le conduisit à s’investir dans une société : la Société d’études du milieu naturel en Mâconnais (Sémina) et sa revue trimestrielle, qu’il a créée : Terre vive ; il en fut le président pendant cinquante ans. Menant une action résolue, il interpella les pouvoirs publics, organisa quantité de réunions et mena de nombreuses actions de sensibilisation de l'opinion publique. Membre de nombreuses commissions spécialisées, il fut amené à exercer diverses responsabilités, notamment celles de conseiller biologiste auprès de la préfecture de Saône-et-Loire et d'expert écologie auprès du préfet de la région Bourgogne.
Dans le domaine du patrimoine historique, il fonda en 1969 (avec Jean Chougny, le docteur Rancien, André Bourgeois, Albert Barthèlemy…) le Groupe 71 (devenu, depuis, le Groupe Patrimoines 71), association départementale ayant pour vocation « la connaissance, la protection et la mise en valeur du patrimoine humain et naturel en Saône-et-Loire », dont il fut d'abord l'animateur puis, à partir de mai 1983, le président (après Paul Champion, qui en fut le premier président). Cette association qu'il présida jusqu'en 2007 se dota aussitôt d'une publication : la revue Images de Saône-et-Loire, publiée pour la première fois en août 1969 et diffusée, depuis, au rythme d'un numéro par trimestre.
Il fonda et dirigea une maison d'édition, installée à Mâcon : les Éditions Bourgogne-Rhône-Alpes, qui publièrent des romans régionalistes et des livres d’histoire locale. Mais cette maison née du Groupe 71 – qui, dès sa fondation, édita des publications en rapport aves ses buts – ne fut pas pérenne et cessa son activité dès 1979 (ses stocks étant rachetés par le Groupe 71).

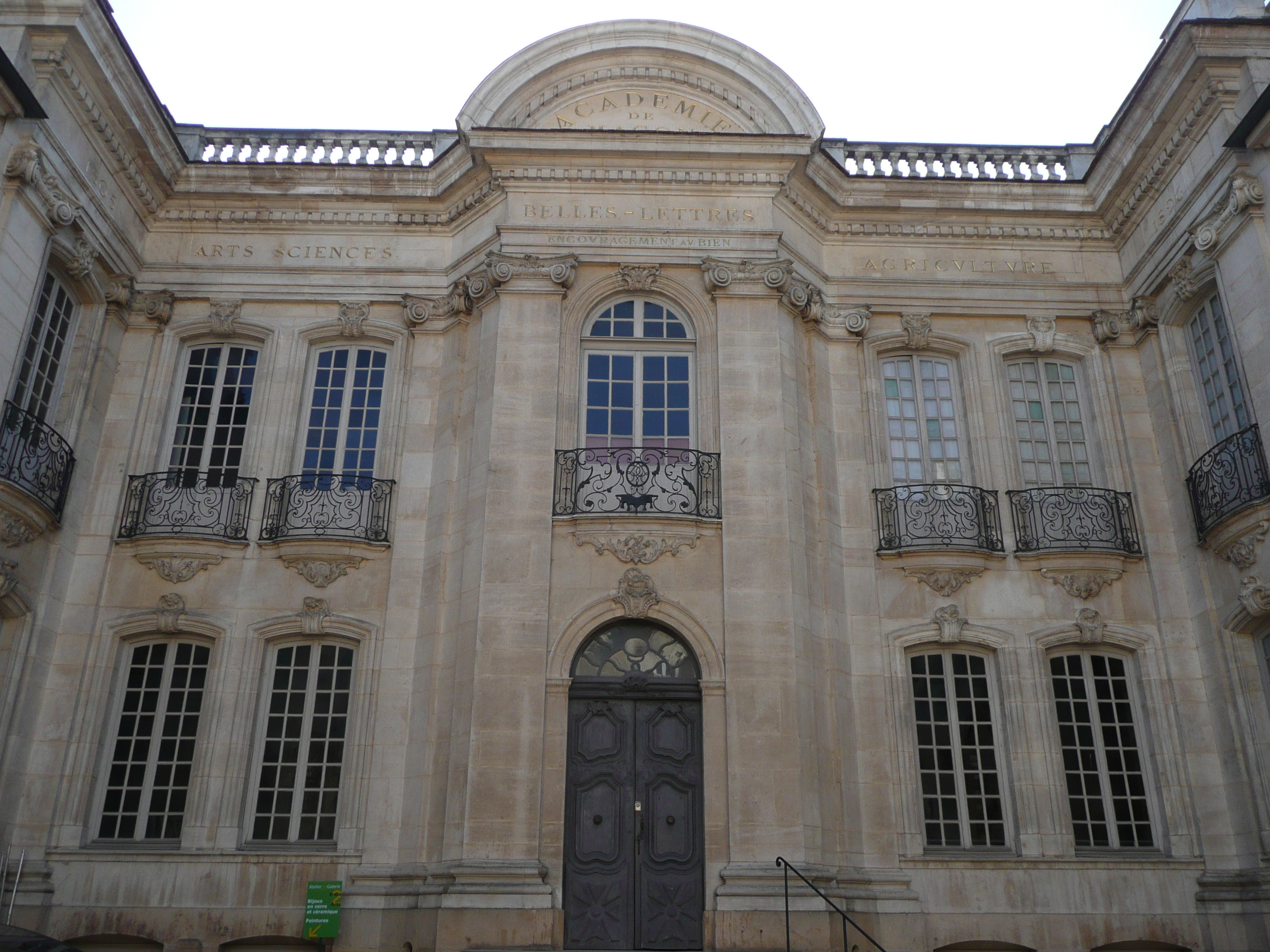
Façade de l'hôtel Senecé, siège de l’Académie des arts, sciences et belles-lettres de Mâcon que Fernand Nicolas présida en 1987 puis de 1994 à 1999.

Fernand Nicolas était membre titulaire de l’Académie de Mâcon, société savante dont il fut, successivement, secrétaire adjoint (1978-1980), secrétaire général adjoint (1984-1988), vice-président (1986), président (en 1987, puis de 1994 à 1999), secrétaire perpétuel (de 1989 à 1993) et émérite à compter de 2012. S’il s’investit dans une franche réforme des règles de fonctionnement de la société savante, appliquée en 1994 et qui fit de l’Académie de Mâcon un modèle pour ses consœurs de province, il prit aussi sa part dans les travaux qui, dans la seconde moitié des années 1980, permirent de rénover l’hôtel Senecé, siège de l’Académie depuis 1896, bel hôtel particulier du XVIIIe siècle remis à neuf que le président de la République François Mitterrand inaugura en personne en 1990.
Entre autres responsabilités, Fernand Nicolas occupa les fonctions de président de l'Association départementale des sociétés scientifiques, de président de la Société d'histoire naturelle de Mâcon, de président de l'Association bourguignonne des sociétés savantes. Il dirigea par ailleurs la revue scientifique (naturaliste) trimestrielle Terre Vive, créée à Mâcon en 1961.
Fernand Nicolas, dont les obsèques ont été célébrées en l'église Notre-Dame de la Paix de Mâcon, repose au cimetière Saint-Brice de Mâcon.
Le 20 septembre 1946, il avait épousé Marguerite Hantz.

### Distinctions
- Officier de l'ordre national du Mérite[11](1996) ;
- Chevalier de l'ordre des Palmes académiques[12](2003).

## Ouvrages publiés
- Richesses en Mâconnais : Nature, Sites, Villages, Mâcon, Ed. Académie de Mâcon, 2008 (176 p.).
- Histoire de l'Académie de Mâcon : Deux cents ans de réflexion et d'activités, Mâcon, Éd. Académie de Mâcon, 2006 (192 p.).
- Brancion, au cœur d'un pays âpre et charmeur, Mâcon, éditions du Groupe 71, 2001 (96 p.).
- Les Peintures murales à la Chapelle des Moines de Berzé-la-Ville, Mâcon, Ed. Académie de Mâcon, 1998 (31 p.).
- Saône-et-Loire en 600 questions, Paris, Archives & culture, 1996.